# Printing and the Mind of Man
Das im Deutschen unter dem Titel Bücher die die Welt verändern bekannte Printing and the Mind of Man (Abk. PMM) ist ein seit seinem Erscheinen als bibliografische Standardreferenz angesehenes Buch, das einen Überblick über die Auswirkungen des Buchdrucks auf die Entwicklung der sogenannten westlichen Zivilisation zu bieten versucht.
Der Ausstellung vorausgegangen waren Planungen für eine große Gutenberg-Jubiläumsausstellung im Jahr 1940, die das Fitzwilliam-Museum in Cambridge organisiert hatte und die wegen des Zweiten Weltkriegs abgebrochen worden war.

## Einleitung
Das Buch, das erstmals 1967 veröffentlicht wurde, basiert auf einer Ausstellung von 1963, zu der ein Katalog erschien. Eine deutsche Übersetzung erschien unter dem Titel Bücher die die Welt verändern bei der Wissenschaftlichen Buchgesellschaft (WBG) in Darmstadt (1969), wobei die Ausstellung auch nicht als Buch erschienene Publikationen aufgenommen hatte.
Das Buch ging aus einer Ausstellung an zwei Orten hervor, die mit der 11. International Printing Machinery and Allied Trades Exhibition (IPEX) von 1963 zusammenfiel. Auf Veranlassung des Typographen Stanley Morison (der die Schrift Times New Roman entwickelt hatte) wurde beschlossen, eine Ausstellung über den Beitrag des Drucks zur Erweiterung des menschlichen Wissens zusammenzustellen. Eine Ausstellung im Earls Court konzentrierte sich auf die technische Seite des Drucks, während sich eine Ausstellung im British Museum mehr mit dem Feindruck befasste. Beide Ausstellungen hatten jedoch die ganz neue Absicht, das Studium von Büchern eher wegen ihrer Rolle bei der Förderung des Faktenwissens als wegen ihrer Ästhetik zu fördern. Ian Fleming beispielsweise, der 40 Bücher aus seiner Bibliothek verlieh, gehörte zu den Privatsammlern, die zur Ausstellung beitrugen.
Der Katalog (der als die erste Ausgabe von PMM angesehen werden kann) wurde von der Oxford University Press gedruckt, herausgegeben von John Carter, Stanley Morison, Percy H. Muir und anderen und trug den langen und komplexen Titel (mit einem von Reynolds Stone entworfenen und gravierten Emblem und Schlussvignette):

„Catalogue of a display of printing mechanisms and printed materials arranged to illustrate the history of Western civilization and the means of the multiplication of literary texts since the XV century, organised in connection with the eleventh International Printing Machinery and Allied Trades Exhibition, under the title Printing and the Mind of Man, assembled at the British Museum and at Earls Court, London, 16-27 July 1963 // Katalog einer Ausstellung von Druckmechanismen und gedruckten Materialien zur Veranschaulichung der Geschichte der westlichen Zivilisation und der Mittel zur Vervielfältigung literarischer Texte seit dem 15. Jahrhundert, organisiert in Verbindung mit der elften Internationalen Ausstellung für Druckmaschinen und verwandte Gewerbe, unter dem Titel Printing and the Mind of Man, versammelt im Britischen Museum und in Earls Court, London, 16.-27. Juli 1963“

Eine überarbeitete und erweiterte Ausgabe in Buchform wurde bei der Cambridge University Press gedruckt und 1967 von Cassell in London und Holt, Rinehart & Winston in New York veröffentlicht. Diese erste Buchausgabe trug den Titel Printing and the Mind of Man („(Buch)Druck und der Geist des Menschen“), ein beschreibender Katalog, der die Auswirkungen des Drucks auf die Entwicklung der westlichen Zivilisation während fünf Jahrhunderten veranschaulicht. Es wurde von John Carter und Percy H. Muir herausgegeben und um das Thema der Auswirkungen des Druckes auf das menschliche Denken erweitert.

## PMM-Nummern
Angegeben ist eine in etwa chronologisch nach den Druckjahr sortierte Übersicht in der Regel nach: lfd. Nummer, Kapitelüberschrift, Verfasser, Titel, Ausgabe (Ort, Druckerei, Jahr) und weitere Informationen – überwiegend orientiert an den Angaben der Ausgabe WBG, Darmstadt 1969 (mit ihren 424 Kapitelüberschriften – unter denen teils auch mehrere Bücher subsumiert sind). 
1

“Im Anfang war das Wort”

Die Bibel, in lateinischer Sprache. Mainz, Johann Gutenberg, Johann Fust und Peter Schöffer, um 1455

2

Die Bibel in der Volkssprache

Die Bibel in deutscher Sprache. Straßburg, Johann Mentelin, 1466

3

Gottes Herrschaft auf Erden

Augustinus (354-430)

De civitate Dei

Subiaco, Conrad Sweynheym und Arnold Pannartz, 1467

4

Römisches Recht

Flavius Petrus Sabbatius Justinianus (483-565)

Institutiones

Mainz, Peter Schöffer, 1468

5

Alles, was die Alten von der Natur wußten

Gaius Plinius Secundus (23-79)

Historia naturalis

Venedig, Johannes de Spira (von Speyer), 1469

6

Roms Epos

Publius Vergilius Maro (70-19 v.Chr.)

Opera

(a) Rom, Sweynheym und Pannartz, (1469)

(b) Venedig, Aldus Manutius, 1501

7

Die erste Selbstbiographie

Augustinus (354-430)

Confessiones

Straßburg, Johann Mentelin, spätestens 1470

8

Die Göttliche Komödie

Dante Alighieri

La Commedia

(a) Foligno, Johann Neumeister und Evangelista Angelius, 1472

(b) Florenz, Nicolaus Laurentii, Alemanus, 1481

9

Die mittelalterliche Enzyklopädie

Isidorus von Sevilla (gest. 636)

Etymologiae

[Augsburg]: Günther Zainer, 1472

10

Die frühesten technischen Illustrationen

Robertus Valturius (1413-84)

De Re Militari.

(Verona): Johannes Nicolai de Verona, 1472.

11

Arabische Medizin

Avicenna (980-1037)

Canon Medicinae.

(Straßburg: Adolf Rusch (der Drucker mit dem bizarren R / the R printer), vor 1473)

12

Ein Renaissance-Baedeker

Mirabilia Romae

[Rom, Adam Rot, 1473]

13

Die Nachfolge Christi

Thomas a Kempis (1379 oder 1380-1471)

De Imitatione Christi

[Augsburg]: Günther Zainer [1473].

14

Glaube und Vernunft

Moses ben Maimon (bekannt als Maimonides, 1135-1204).

Moreh Nebukim

Rom, Drucker unbekannt, um 1473-75.

15

Die Fabeln des Äsop

Äsop (um 610-etwa 560 v.Chr.)

(a) Vita et Fabulae. Mailand: Antonius Zarotus, 1474.

(b) Mit italienischer Übersetzung. Neapel: Francesco del Tuppo, 1485.

16

Der Ehrwürdige Beda

Beda (oder Baeda, 673-735)

Historia Ecclesiastica Gentis Angelorum

Straßburg, Heinrich Eggesteyn, um 1475

17

Der ‚Doctor universalis‘

Albertus Magnus (1193-1280)

(a) De mineralibus. (Padua: Petrus Maufer für Antonius de Albricis, 1476).

(b) De animalibus (herausgegeben von Fernandus Cordubensis). Rom: Simon Chardella, 1478.

18

Das ptolomäische Weltall

Claudius Ptolemaeus (gest. nach 161)

Cosmographia

Bologna: Dominicus da Lapis, ‘1462’ [1477]

19

Das erste zweisprachige Wörterbuch

Vocabolario Italiano-Teutonico.

Adam von Rottweil, Venedig 1477

20

Heilkräuterkunde

Dioscorides (1. Jhd. n.Chr.)

De Materia Medica.

Colle: Johannes de Medemblick, 1478.

21

Die Geburt der modernen Chirurgie

Guy de Chauliac (1300-68)

Chirurgia (in der französischen Fassung von Nicolaus Panis)

Lyon, [Nicolaus Philippi und Marcus Reinhart für Barthelemy Buyer, 1478]

22

Die früheste medizinische Hochschule

Regimen Sanitatis Salernitanum

[Köln: Conrad Winters, 1480?]

23

Englisches Recht

Sir Thomas Littleton (etwa 1407-1481).

Tenores Novelli.

London: John Lettou & William de Machlinia, [1481].

24

Aristoteles gedolmetscht

Muhammad Ibn Ahmad, genannt Averroes (1126-98).

Colliget.

Ferrara: Laurentius de Rubeis, 1482.

25

Die Elemente der Geometrie

Euklid (um 300 v.Chr.)

Elementa Geometriae.

Venedig, Erhard Ratdolt, 1482.

26

Klassische Baukunst

Marcus Vitruvius Pollio (um 27. v. Chr.)

De architectura

(Rom: Eucharius Silber, 1483-90)

27

Die Welt der Ideen

Plato (428-347 v.Chr.)

Opera.

Florenz: Laurentius (Francisci) de Alopa, Venetus, [1484 oder 1485]

28

Renaissance-Baukunst

Leo Battista Alberti (1404-72).

De re aedificatoria

Florenz: Nicolaus Laurentii, 1485

29

Das englische Heldenepos

Sir Thomas Malory (um 1470).

Thys Noble and Joyous book entytled le Morte Darthur, Nothwythstondyng it treateth of the Byrth, Lyf, and Actes of the sayd Kyng Arthur.

Westminster, William Caxton, 1485.

30

Die Summe der Erkenntnis Gottes

Thomas von Aquin (1225-1274).

Summa Theologiae.

Basel: [Michael Wenssler], 1485.

31

Die homerischen Epen

Homer

[Werke]

Florenz: Bernardus Nerlius, Nerius Nerlius und Demetrius Damilas, [1488].

32

Gipfel des Humanismus

Angelo Ambrogini Poliziano (1454-94).

Miscellaneorum Centuria Prima.

Florenz: Antonio Miscomini, 1489.

33

Die ‚Bibel‘ der klassischen Medizin

Galen (etwa 130-201).

Opera (in der lateinischen Übersetzung von Diomedes Bonardi).

Venedig: Philippus Pincius, 1490.

34

Musiktheorie

Boethius (um 480-524 oder 526).

Opera.

Venedig: Johannes und Gregorius de Gregoriis, de Forlivio, 1492

35

Der Kolumbus-Brief

Christoph Kolumbus. (1451-1506).

Epistola de Insulis nuper inventis.

(Barcelona: Pedro Posa, 1493)

36

Anatomische Sezierszene im Bilde

Johannes de Ketham (um 1460)

Fasciculus Medicinae.

Venedig: Johannes & Gregorius de Gregoriis, de Forlivio, 1493/4.

37

Das Narrenschiff

Sebastian Brant (1457-1521).

Das Narrenschiff

Basel: Johann Bergmann von Olpe, 1494

38

Der universale Lehrmeister

Aristoteles (384-322 v.Chr.).

Opera Omnia (in griechischer Sprache).

5 Bände. Venedig: Aldus Manutius, 1495-98.

39

Der Ferne Osten

Marco Polo (1254?-1324).

Delle Meravegliose Cose del Mondo.

Venedig: Johannes Baptista Sessa, 1496.

40

Ptolomäus erläutert

Johannes Müller, genannt Regiomontanus (1436-1476).

Epytoma in Almagestum Ptolemaei.

Venedig: Johannes Hamman, 1496.

41

Der Vater der Geschichtsschreibung

Herodot (um 484-um 424 v.Chr).

Historiae.

Venedig: Aldus, 1502.

42

Der Seeweg nach Indien

Montalboddo Fracan (oder Fracanzano)

Paesi Novamente Retrovati.

Vicenza: Henricus Vicentinus, 1507.

43

In tyrannos

Desiderius Erasmus (1466?-1536).

Moriae Encomium. Erasmi Roterodami Declamatio.

[Paris]: Gilles de Gourmont, [1511]

44

Renaissance-Chemie

Hieronymus Brunschwig (etwa 1430-1512/13)

Das Buch der wahren Kunst zu destillieren

Straßburg: [J. Gruniger], 1512. (Siehe auch Kleines Destillierbuch)

45

Vorläufer der Aufklärung

Nicolaus Cusanus (1401-64).

Opera.

3 Bände. Paris: Badius Ascensius, 1514.

46

Das Neue Testament im griechischen Urtext

Neues Testament, griechisch und lateinisch. Novum Instrumentum omne, diligenter ab Erasmo Roterodamo recognitum et emendatum.

Basel: Johannes Froben, 1516.

47

Utopia

Thomas More (1477/8-1535).

Libellus … de Optimo Reipublicae Statu, deque Nova Insula Utopia.

[Löwen]: Theodoric Martin, [1516].

48

Plutarchs Lebensbeschreibungen

Plutarch (um 46-120 n.Chr.)

Vitae Romanorum et Graecorum

Florenz: Filippo di Giunta, 1517

49

Die Reformation

Martin Luther (1483-1546).

An den christlichen Adel deutscher Nation von des christlichen Standes Besserung.

(Wittenberg: Melchior Lotter, 1520).

50 

‚Verteidiger des Glaubens‘

Heinrich VIII. (1491-1547).

Assertio Septem Sacramentorum.

London: Richard Pynson, 1521.

51

Die Reformationsbibel

Das Newe Testament Deutzsch.

Wittenberg: (Melchior Lotter, 1522).

52

Die erste Vielsprachen-Bibel

Polyglotten-Bibel, 6 Bände

Alcalá de Henares, Arnald Guillen de Brocar, 1514-17 [1522] 

53

Renaissance-Gespräche

Desiderius Erasmus (1466?-1536).

Colloquia.

Basel: Johann Froben, 1524.

54

Perspektive

Albrecht Dürer (1471-1528).

Underweysung der Messung.

Nürnberg: [Hieronymus Formschneider], 1525. 

55

Der Vater der Medizin

Hippokrates (460?-377?).

Opera.

Rom: Franciscus Minitius Calvus, 1525.

56

Manifest des Reformators

Ulrich Zwingli (1484-1531).

Commentarius de vera et falsa religione.

Zürich: Christoph Froschauer, 1525.

57

Weltumsegelung

Antonio Pigafetta (1491?-1534?). 

Le Voyage et Navigation faict par les Espaignolz es Isles de Mollucques.

Paris: Simon de Colines, [etwa 1525].

58

Tyndales Neues Testament

The New Testament. Ins Englische übersetzt von William Tyndale.

(Worms: Peter Schöffer, 1525 oder 1526).

59

Der Hofmann

Baldassare Castiglione (1478-1529).

Il Cortegiano.

Venedig, Aldus, 1528.

60

Humanistische Bildung in Frankreich

Guillaume Budé (1467-1540).

Commentarii Linguae Graecae.

[Paris]: Jodocus Badius, 1529.

61

Unterweisung in der Regierungskunst

Sir Thomas Elyot (um 1490-1546).

The Boke named the Governour.

London: Thomas Berthelet, 1531.

62

Lexikographie

Robert (I.) Estienne (1503 oder 1504-59).

(a) Dictionarium seu Latinae Linguae Thesaurus. Paris: Robert Estienne, 1531.

(b) Dictionarium Latino-Gallicum. Ebenda, 1538.

63

Der Fürst

Niccolò Machiavelli (1469-1527).

Il Principe.

Rom: Antonio Blado, 1532.

64

Cicero und die lateinische Sprache

Marcus Tullius Cicero (100-43 B.C.).

Opera Omnia, cum Castigationibus Petri Voctorii.

4 Bände. Venedig: Giunta, 1534-37.

65

Calvinismus

Jean Calvin (1509-64).

Institutio Christianae Religionis.

Basel: (Thomas Platterus & Balthasar Lasius). 1536

66

Ballistik

Niccolò Tartaglia (1500-77).

Nova Scientia.

Venedig: Stephano da Sabio, 1537

67

Englands ‘Lateinische Grammatik’

William Lily (um 1468-1522).

Institutio Compendiaria Totius Grammaticae.

London: Thomas Berthelet, 1540.

68

Physiologie und Pathologie

Jean Fernel (1485-1558).

De Naturali Parte Medicinae.

Paris: [Adam Saulnier für] Simon de Colines, 1542.

69

Ein klassisches Pflanzenbuch

Leonhard Fuchs (1501-66).

De Historia Stirpium Commentarii.

Basel: Officina Isingriniana, 1542.

70

Das heliozentrische Universum

Nikolaus Kopernikus (1473-1543).

De revolutionibus orbium coelestium.

Nürnberg: Johannes Petreius, 1543.

71

Die Geburt der modernen Anatomie

Andreas Vesalius (1514-64).

De Humani Corporis Fabrica (Sieben Bücher vom Bau des menschlichen Körpers).

Basel: Johannes Oporinus, 1543.

72

“Gib mir einen Platz, wo ich stehen kann, und ich werde die Erde bewegen”

Archimedes (287-212 v.Chr.)

Opera Omnia.

Basel: Johannes Hervagius, 1544.

73

Ein Buch über Bücher

Conrad Gesner (1516-65).

Bibliotheca Universalis.

Zürich: Christoph Froschauer, 1545.

74

Gesellschaft Jesu

Ignatius von Loyola (1491-1556).

Exercitia Spiritualia (aus dem Spanischen von A. Frusius)

Rom: Antonio Blado, 1548.

75

Die englische Liturgie

The Booke of Common Prayer

London: Edward Whitchurch, 1549.

76

Navigationswissenschaft

Martín Cortés (1532-1589).

Breve Compendio de la Sphera y de la Arte de Navegar.

Sevilla: Anton Alvarez, 1551.

77

Renaissance-Zoologie

Conrad Gesner (1516-65).

Historia Animalium.

5 Bände. Zürich: Christoph Froschauer, 1551-87.

78

Vorspiel zu Harveys Blutkreislauf

Michael Servetus (1511-1553).

Christianismi Restitutio.

(Wien: Balthasar Arnollet), 1553.

79

Technologie und frühe Geologie

Georgius Agricola (1494-1555).

De re metallica.

Basel: J. Froben & N. Episcopius, 1556.

80

Wider die Weiberherrschaft

John Knox (1505-1571).

The First Blast of the Trumpet against the Monstrous Regiment of Women.

(Genf: Jean Crespin), 1558.

81

Die Theorie der modernen Musik

Gioseffo Zarlino (1517-90).

Le istitutioni harmoniche.

Venedig: Drucker nicht ermittelt, 1558.

82

Zensur

Index librorum prohibitorum

Rom: Antonio Blado, 1559

83

Die Genfer Bibel

The Bible and Holy Scriptures.

Genf: Rouland Hall, 1560.

84

Greshams Gesetz

Proclamation for the Valuation of certain Base Monies, called Testoons.

London: Rychard Jugge and John Cawood, [27 September 1560].

85

Die erste Geschichte Europas

Francesco Guicciardini (1483-1540).

L’Historia d‘Italia. (herausgegeben von A. Guicciardini).

Florenz: Lorenzo Torrentino, 1561.

86

Protestantische Märtyrer

John Foxe (1516-87).

Actes and Monuments of these Latter and Perillous Dayes, touching Matters of the Church.

London: John Day, 1563.

87

Die Natur der Dinge

Titus Lucretius Carus (um 98-55 v.Chr.)

De Rerum Natura, libri sex, a Dionysio Lambino commentariis illustrati.

Paris: Rouille, 1563.

88

Kunstgeschichte

Giorgio Vasari (1511-74).

Le Vite de’piu Eccellenti Pittori, Scultori e Architettori.

3 Bände. Florence: Giunta, 1568.

89

Präzedenzfall und Gewohnheitsrecht

Henry de Bracton (gest.1268).

De Legibus et Consuetudinibus Angliae.

London: Richard Tottel, 1569

90

Humane Erziehung

Roger Ascham (um 1515-68).

The Scholemaster. London: John Daye, 1570

91

Volkstümliche Atlanten

Abraham Ortelius (1527-98).

Theatrum Orbis Terrarum.

Antwerpen: Aegidius Coppenius Diesth, 1570

92

Der Palladianische Klassizismus

Andrea Palladio (1508-80).

I Quattro Libri dell’Architettura.

Venedig: Domenico de Franceschi, 1570

93

Geschichtsschreiber und Gelehrter

Publius Cornelius Tacitus (um 55-etwa 120).

Historiarum et Annalium libri qui exstant, Justi Lipsii studio emendati & illustrati.

Antwerpen: Christopher Plantin, 1547

94

Die Idee der verfassungsmäßigen Regierung

(a) Jean Bodin (1530-96). Les six livres de la République. Paris: Jacques du Puys, 1576.

(b) Hubert Languet (1518-81). Vindiciae contra tyrannos. ‘Edinburgi’ [Basel] 1579.

95

Der aufgeklärte Skeptiker

Michel de Montaigne (1533-92).

Essais.

2 Bände. Bordeaux: S. Millanges, 1580.

96

Die Anfänge de Rationalismus

Francisco Sanchez (?1552-1632).

Quod Nihil Scitur.

Lyon: Antonius Gryphius, 1581.

97

Klassifizierung der Pflanzenwelt

Andreas Caesalpinus (1519-1603).

De Plantis. Florence: Giorgio Marescotti, 1583.

98

Die Chronologie der Geschichte

Joseph Justus Scaliger (1540-1609).

De Emendatione Temporum.

Paris: Mamert Patisson, 1583. 

99

Das Dezimalsystem

Simon Stevin (1548-1620).

De Thiende.

Leiden: Christopher Plantin, 1585.

100

Mercators Projektion

Gerardus Mercator (1512-94).

Atlas sive Cosmographicae Meditationes de Fabrica Mundi

3 Bände. Duisburg & Düsseldorf: Albertus Busius, [1585]-1595.

101

Altertumsforschung

William Camden (1551-1623).

Britannia.

London: Radulph Newbery, 1586.

102

Der Geschichtsschreiber Athens

Thukydides (etwa 471-etwa 400 v.Chr.)

De bello Peloponnesiaco.

[Genf], Henri Estienne, 1588

103

Algebraische Trigonometrie

Franciscus Vieta (1540-1603)

In Artem Analyticam Isagoge

Tours, Iametius Mettayer, 1591

104

Kirche und Regierung

Richard Hooker (1553-1600)

Of the Lawes of Ecclesiasticall Politie 

London, John Windet, [1593 oder 1594]-1597

105

Die Kapitäne der Königin

Richard Hakluyt (1552-1616)

The Principal Navigations Voyages Traffiques and Discoveries of the English Nation

3 Bände. London, George Bishop, Ralph Newberie und Robert Barker, 1598-1600

106

Mercator für Seefahrer

Edward Wright (1558-1615)

Certain Errors in Navigation … Corrected

London, Valentine Sims, 1599

107

Die Erde ein Magnet

William Gilbert (1544-1603)

De Magnete.

London, Peter Short, 1600

108

Il Bel Canto

Giulio Caccini (um 1545-1618)

Le Nuove Musiche.

Florenz, Marescotti, 1601 [1602]

109

Politik: Das Recht und das Volk

Johannes Althusius (Johann Althaus, um 1557-1638).

Politica, Methodice Digesta.

Herborn, Christoph Corvinus, 1603.

110

Das Ende des Steins der Weisen

Theophrastus Bombast von Hohenheim genannt Paracelsus (1493 oder 1494-1541)

Opera Medico-chemico-chirurgica, 11 Bände.

Frankfurt, “A Collegia Musarum Paltheniarum”, 1603-1605

111

Don Quixote

Miguel de Cervantes Saavedra (1547-1616).

El Ingenioso Hidalgo Don Quixote de la Mancha

Madrid, Juan de la Custa, 1605 (2. Teil 1615)

112

Die Gesetze der Planetenbewegung

Johannes Kepler (1571-1630).

Astronomia Nova.

[Heidelberg, E. Vögelin], 1609

113

Das Fernrohr entdeckt neue Welten

Galileo Galilei (1564-1642)

Sidereus Nuncius

Venedig, Thomas Baglionus 1610

114

Die autorisierte Fassung

The Holy Bible … Translated out of the Originall Tongues

London, Robert Barker 1611

115

Das erste Standard-Wörterbuch

Vocabolario degli Accademici della Crusca

Venedig, Giovanni Alberti, 1612

116

Logarithmen

John Napier (1550-1617)

Mirifici Logarithmorum Canonis Descriptio

Edinburgh, Andrew Hart, 1614

117

Die Geschichte als Lehrmeisterin der Politik

Sir Walter Raleigh (um 1552-1618)

The History of the World

London, [W. Stansby für] Walter Burre, 1614

118

Das Konzil von Trient

Paolo Sarpi (Pseudonym: Pietro Soave, 1552-1623)

Historia del Concilio Tridentino.

London, John Bill 1619

119

Der Fortschritt der Wissenschaft

Francis Bacon (1561-1626)

Instauratio Magna

London, John Bill 1620

120

Die Anatomie der Melancholie

Robert Burton (1577-1640)

The Anatomy of Melancholy.

Oxford, John Lichfield und James Short für Henry Cripps, 1621

121

Die Klassifikation der Pflanzen

Caspar Bauhinus (1560-1624)

Pinax Theatri Botanici.

Basel: Ludovicus Rex, 1623

122

Die erste Folio-Ausgabe

William Shakespeare (1564-1616)

Comedies, Histories, and Tragedies

London, Isaac Jaggard und Ed. Blount, 1623

123

Deismus

Edward Herbert, Lord Herbert of Cherbury (1583-1648)

De Veritate

[Paris], 1624

124

„Amerika, mein neugefundenes Land“

John Smith (1580-1631)

A Generall Historie of Virginia, New England and the Summer Isles

London, Michael Sparkes, 1624

125

Völkerrecht

Hugo Grotius (1583-1645)

De jure belli ac pacis.

Paris, Nicolas Buon, 1625

126

Gesetz und Demokratie

Edward Coke (1552-1634)

The First Part the Institutes of the Lawes of England; or, a Commentarie upon Littleton.

London, The Society of Stationers, 1628

127

Moderne Physiologie

William Harvey (1578-1657)

Exercitio Anatomica de Motu Cordis et Sanguinis in Animalibus.

Frankfurt, William Fitzner, 1628

128

“… und sie bewegt sich doch”

Galileo Galilei (1564-1642)

Dialogo sopra i due massimi sistemi del mondo.

Florenz, Giovanni Batista Landini, 1632

129

“Cogito, ergo sum”

René Descartes (1596-1650)

Discours de la Méthode pour bien conduire sa Raison & chercher la Verité dans les Sciences.

Leiden, Jan Maire, 1637

130

Mechanik und Bewegung

Galileo Galilei (1564-1642)

Discorsi e Dimostrazioni Matematiche

Leiden, Elzevir, 1638

131

Religio Medici

Thomas Browne (1605-1682)

Religio Medici.

London, Andrew Crooke, 1642

132

Wahrheit trotz der Überlieferung

Acta Sanctorum

Band I. Antwerpen, 1643; spätere Bände, Tongerloo, Brüssel, Paris (noch im Erscheinen begriffen)

133

Pressefreiheit

John Milton (1608-1674)

Areopagitica; A Speech of Mr. John Milton for the Liberty of Unlicenc’d Printing, To the Parlament of England

London, 1644

134

Atlas der Meere

Sir Robert Dudley (1573-1649)

Dell’Arcano del Mare

3 Bände, Florenz, Francesco Onofri, 1646-7

135

Gas

Johannes Baptist van Helmont (um 1577-1644)

Ortus Medicinae.

Amsterdam, Ludovic Elzevir, 1648

136

Die Rechte des Volkes

John Lilburne (um 1614-1657)

An Agreement of the Free People of England

[London], Gyles Calvert, [1649]

137

Frommer Lebenswandel

Jeremy Taylor

The Rule and Exercise of Holy Living.

London, R. Norton für Richard Royston, 1650

138

Leviathan

Thomas Hobbes (1588-1679)

Leviathan, or The Matter, Forme and Power of a Commonwealth Ecclesiasticall and Civil.

London, Andrew Croke, 1651

139

Latein ohne Tränen

Johann Amos Comenius (1592-1670).

Orbis sensualium pictus.

Nürnberg, Wolfgang Endter, 1654

140

Wider die Kasuistik

Blaise Pascal (1623-1662)

Les Provinciales, ou les Lettres Escrites par Louis de Montalte à un Provincial de ses Amis.

‘Köln’ [Paris], Pierre de la Vallée, 1656-?

141

Die Begründung der Chemie

Robert Boyle (1627-91)

The Sceptical Chymist.

London, J. Cadwell für J. Crooke, 1661

142

Die Missions-Bibel

The Holy Bible … Translated into Indian Language.

Cambridge [Mass.], Samuel Green und Marmaduke Johnson, 1661-1663.

143

Das Boyle’sche Gesetz

Robert Boyle (1627-1691)

New Experiments, Physico-Mechanical, touching the Spring of the Air, the Second Edition.

Oxford, H. Hall für Thomas Robinson, 1662.

144

Bevölkerungsstatistik

John Graunt (1620-1674)

Natural and Political Observations made upon the Bills of Mortality.

London, Thomas Raycroft für John Martin, James Allestry und Thomas Dicas, 1662

145

Das Barometer

Evangelista Torricelli (1608-1647)

Experienza dell’Argento Vivo. In: Timauro Antiate (d.i. Carlo Dati), Lettera a Filati.

Florenz, 1663

146

Die Handelsbilanz

Thomas Mun (1571-1641).

England’s Treasure by Forraign Trade.

London, Thomas Clarke, 1664

147

Mikroskopie

Robert Hooke (1635-1703)

Micrographia.

London, John Martyn und James Allestry, Printers to the Royal Society, 1665

148

Stimme der Wissenschaft

Philosophical Transactions: Giving some Account of the Present Undertakings, Studies and Labours of the Ingenious, in Many Considerable Parts of the World.

Band I. Londin, John Martyn und James Allestry, 1665-1666

149

Bluttransfusion

Richard Lower (1631-1691)

Tractatus de Corde.

London, John Redmayne für James Allestry, 1669

150

Quäkertum

William Penn (1644-1718)

No Cross, No Crown

151

Fossilien

Nicolas Steno (1638-1686)

De Solido.

Florenz, sub signo Stellae, 1669

152

Offenbarung gegen Rationalismus

Blaise Pascal (1623-1662)

Pensées.

Paris, Guillaume Desprez, 1670

153

Die Ethik der Politik

Benedict de Spinoza (1632-1677)

Tractatus theologico-politicus.

‘Hamburg, Heinrich Künraht’, [Amsterdam], 1670

154

Die Pendeluhr

Christian Huygens (1629-1695)

Horologium Oscillatorium.

Paris, F. Muguet, 1673

155

Die ersten modernen Enzyklopädien

(a) Louis Moréri (1643-1680). Le grand dictionnaire historique. Lyon, J. Girin und B. Rivière, 1674

(b) Pierre Bayle (1674-1706). Dictionnaire historique et critique. 2 Bände. Rotterdam, Reinier Leers, 1695 und 1697

156

Pilgers Läuterung

John Bunyan (1628-1688)

The Pilgrim’s Progress.

London, Nathaniel Ponder, 1678

157

Sankt Augustinus à la Française

Jacques Bénigne Bossuet (1627-1704).

Discours sur l'Histoire Universelle.

Paris, Sebastian Mahre-Cramoisy, 1682

158

Historische Forschung

Dom Jean Mabillon (1632-17079

De Re Diplomatica libri sex.

Paris, Ludivoc Billaine, 1681

159

Der englische Hippokrates

Thomas Sydenham (1624-1689)

Tractatus de Podagra.

London, Walter Kettilby, 1683.

160

Die Differential- und Integralrechnung

Gottfried Wilhelm von Leibniz (1646-1716).

Nova Methodus pro Maximis et Minimis. In: Acta Eruditorium.

Leipzig, Christoph Günther, 1684.

161

Das Gravitationsgesetz

Sir Isaac Newton (1642-1727)

Philosophiae Naturalis Principia Mathematica.

London, Joseph Streater für die Royal Society, 1687

162

Politik als Kunst des Möglichen

George Savile, Marquess of Halifax (1633-95)

The Character of a Trimmer.

London, 1688

163

Grundlegung des Liberalismus

John Locke (1632-1704)

Two Treatises of Government.

London, Awnsham Churchill, 1690

164

Philosophie ohne Dogma

John Locke (1632-1704)

An Essay concerning Human Understanding.

London, Elizabeth Holt für Thomas Basset, 1690

165

Samenbestäbung

Rudolf Jacob Camerarius (1665-1721)

De Sexu Plantarum Epistola.

Tübingen, Vidua Rommeii, 1694

166

Der Mikrokosmos

Anton van Leeuwenhoek

Arcana Naturae Detecta

Delft, Kroonevelt, 1696

167

Heidenmission

Thomas Bray (1656-1730)

An Essay Towards Promoting All Necessary and Useful Knowledge, Both Divine and Human, in All the Parts of His Majesty's Dominions.

London, E. Holt für Robert Clavel, 1697

168

Die Heldensage der Wikinger

Snorri Sturlason (1179-1241)

Heims Kringla eller Snorre Sturlusons Nordlänske Konunga Sagor. Sive Historiae Regum Septentrionalium … illustravit Johann Peringskiöld.

Band 1, Stockholm, Literis Wankiwianis, 1697 (Band 2 ohne Erscheinungsort und -jahr)

169

Das ‚missing link‘

Edward Tyson (1650-1708)

Orang-Outang, sive Homo Sylvestris: or, the Anatomy of a Pygmie Compared with that of a Monkey, an Ape, and a Man.

London, Thomas Bennet und Daniel Brown, 1699

 170

Berufskrankheiten

Bernardino Ramazzini (1633-1714)

De Morbis Artificium Diatriba.

Modena, Antonio Capponi, 1700

171

Die ersten englischen Enzyklopädien

(a) John Harris (1667?-1719). Lexicon technicum, or an universal English dictionary of arts and Sciences. London, Daniel Brown (und andere), 1704.

(b) Ephraim Chambers (1680?-1704). Cyclopedia, or an Universal Dictionary of arts and Sciences, 2 Bände. London, James und John Knapton, 1728.

172

Die Farben des Lichts

Sir Isaac Newton (1642-1727)

Opticks.

London, Samuel Smith und Benjamin Walford, 1704.

173

Halleys Komet

Edmund Halley (1656-1742)

A Synopsis of the Astronomy of Comets.

Translated from the Original, printed at Oxford. London, John Senex, 1705.

174

Das Kirchenlied

Isaac Watts (1674-1748)

Hymns and Spiritual Songs

London, J. Humphrey für John Lawrence, 1707

175

Wissenschaftliches Griechisch

Bernard de Montfaucon (1655-1741)

Palaeographia Graeca.

Paris, Ludovic Guerin, Jean Biudots Witwe und Charles Robustel, 1708

176

Inwieweit existiert die äußere Welt?

George Berkeley (1685-1753)

A treatise concerning the Principles of Human Knowledge.

Dublin, Aaron Rhames für Jeremy Pepyat, 1710

177

Eine neue Philosophie

Gottfried Wilhelm von Leibniz (1646-1716)

(a) Essais de Théodicée. Amsterdam, Isaac Troyel, 1710

(b) Lehrsätze über die Monadologie. Jena, Mayer, 1720

178

Die goldene Mitte

Quintus Horatius Flaccus (65-8 v.Chr.).

Opera, ed. Richard Bentley.

Cambridge, [University Press], 1711

179

Eine Mathematiker-Familie

Jakob Bernoulli (1654-1705)

Ars Conjectandi.

Basel, Impensis Thurnisiorum fratrum, 1713

180

Einsame Inseln

Daniel Defoe (1660?-1731)

The Life and Strange Surprizing Adventures of Robinson Crusoe, of York, Mariner.

London, W. Taylor, 1719

181

Italienisches Gelehrtentum

Lodovico Antonio Muratori (1673-1750)

Rerum Italicarum scriptores.

28 Bände. Mailand, Societas Palatina, 1723-1751

182

Fahrenheit-Réaumur-Celsius

Gabriel Daniel Fahrenheit (1686-1736)

Experimenta circa Gradum Caloris. In: Philosophical Transactions of the Royal Society.

London, 1724

183

Neuer Kontrapunkt

Johann Joseph Fux (1660-1741)

Gradus ad Parnassum. Sive Manuductio ad Compositionem Musicae Regularem..

Wien, J. P. van Ghelen, 1725

184

Geschichte der Zivilisation

Giovanni Battista Vico (1668-1744)

Principi di una Scienza Nuova d'intorno alla commune Natura delle Nazioni.

Neapel, Felice Mosca 1725 

185

Gullivers Reisen

Jonathan Swift (1667-1745)

Travels into Several Remote Nations of the World. By Lemuel Gulliver, First a Surgeon, and then a Captain of several Ships.

2 Bände. London, Benjamin Motte, 1726

186

Moderne Zahnheilkunde

Pierre Fauchard (1678-1761)

Le Chirurgien Dentiste

2 Bände. Paris, Jean Mariette, 1728

187

Die Saat des Methodismus

William Law (1686-1761)

A Serious Call to a Devout and Holy Life

London, William Innys, 1729 [1728]

188

Wissenschaftliche Landwirtschaft

Jethro Tull (1674-1741)

The Horse-Hoeing Husbandry: Or, An Essay on the Principles of Tillage and Vegetation.

London, Privatdruck, 1731

189

Die Ernährung der Pflanzen

Stephen Hales (1677-1761)

(a) Statical Essays containing vegetable Staticks: Or an Account of some Statical Experiments on the Sap in Vegetables.

(b) Haemastaticks or an Account of some Hydraulick and Hydrostatical Experiments made on the Blood and Blood Vessel of animals. 2 Bände. London, W. Innys und R. Manby, und T. Woodward, 1731-33.

190

Hallers Alpengedicht

Albrecht von Haller (1708-1777)

Versuch Schweizerischer Gedichte.

Bern, Niclaus Emanuel Haller, 1732

191

Der alte ‚Zedler‘

Grosses vollständiges Universal-Lexicon Aller Wissenschafften und Künste …

64 Bände und 4 Ergänzungsbände. Halle und Leipzig, Johann Heinrich Zedler, 1732-54

192

Das natürliche System der Pflanzen und Tiere

Karl von Linné (1707-1778)

Systema Naturae.

Leiden, Joannes Wilhelm de Groot für Theodor Haak, 1735

193

Religiöse Polemik

Joseph Butler (1692-1752)

The Analogy of Religion, Natural and Revealed, to the Constitution and Course of Nature

London, James, John und Paul Knapton, 1736

194

“Esse est percipi”

David Hume (1711-1776)

A Treatise of Human Nature

London, Band I und II John Noon, 1739; Band III Thomas Longman, 1740

195

Dynamik

Jean le Rond d’Alembert (1717-1783)

Traité de Dynamique

Paris, David l’aîné, 1743

196

Analytische Mathematik

Leonhard Euler (1707-1783)

Introductio in analysin infinitorum

2 Bände, Lausanne, Marc Michel Bousquet, 1748

197

Der Geist der Gesetze

Charles de Secondat, Baron de Montesquieu (1889-1755)

De l'esprit des loix

2 Bände, Genf, Barrilot et fils [1748]

198

Populäre Naturgeschichte

Georges Louis le Clerc, Comte de Buffon (1707-1788)

Histoire Naturelle, Générale et Particulière

44 Bände, Paris, Imprimerie Royale, 1749-1804

199

Der Blitzableiter

Benjamin Franklin (1706-1790)

Experiments and Observations on Electricity made at Philadelphia in America

London, E. Cave, 1751

200

Les Philosophes

Encyclopédie ou Dictionnaire raisonné des sciences, des arts et des métiers, par une Société de Gens de Lettres

Mise en ordre et publié par Diderot …. Et quant à la Partie Mathématique, par M. d’Alembert …

17 Bände. Paris, Briasson, David l’aîné, Le Breton, Durand, 1751-65

201

Standard-Englisch

Samuel Johnson (1709-1784)

A Dictionary of the English Language

2 Bände, London, gedruckt von W. Strahan für J. und P. Knapton, T. und T. Longman, C. hitch und L. Haws, A. Miller und R. und J. Dodsley, 1755

202

Geschichtsphilosophie

François-Marie Arouet de Voltaire (1694-1778).

Essai sur l’Histoire Générale et sur les Moeurs et l’Esprit des Nations.

[Genf, Cramer], 1756

203

Die Geburt der Atomphysik

Rogerius Joseph Boscovich (1711-1787)

Theoria philosophiae naturalis redacta ad unicam legem virium in natura existentium

Wien, in Officina Kaliwodiana, 1758

204

Die beste aller Welten

François-Marie Arouet de Voltaire (1694-1778).

Candide ou l’optimisme

[Genf?, Paris? Amsterdam? London?], 1759

205

Lichtmessung

Johann Heinrich Lambert (1728-1777)

Photometria

Augsburg, C.P. Detleffsen für Ehrhard Kletts Witwe, 1760

206

Pathologische Anatomie

Giovanni Battista Morgagni (1682-1771)

De sedibus et causis morborum per anatomen indagatis

2 Bände. Venedig, Remondini, 1761

207

Der Gesellschaftsvertrag

Jean-Jacques Rousseau (1712-1778)

Contrat Social; ou, Principes du Droit Politique

Amsterdam, Marc Michel Rey, 1762

208

Der Chronometer

John Harrison (1693-1776)

An Account of the Proceedings in order to the discovery of the Longitude

London, T. und J. W. Pasham, 1763

209

Reform des Strafvollzugs

Cesare Beccaria (1738-1794)

Dei Delitti e delle Pene

[Livorno], 1764

210

Der Adel alter Kunst

Johann Joachim Winckelmann (1717-1772)

Geschichte der Kunst des Altertums

Dresden, Walther, 1764

211

Roman der Gotik

Horace Walpole (1717-1797)

The Castle of Otranto, a Story.

Translated by William Marshal, Gent. From the Original Italian of Onuphrio Muralto.

London, Thomas Lownds, 1765

212

Die Gesetze Englands

Sir William Blackstone (1723-1770)

Commentaries on the Laws of England

4 Bände. Oxford, Printed at the Clarendon Press, 1765-1769

213

“Der Erste unter Europas Kritikern”

Gotthold Ephraim Lessing (1729-1781)

Laokoon, oder über die Grenzen der Mahlerey und Poesie

Berlin, Christian Friedrich Voß, 1766

214

Wissenschaftliche Landwirtschaft

Arthur Young (1741-1820)

A Six Weeks Tour, through the Southern Counties of England and Wales

London, W. Nicoll, 1768

215

Eine Mystifikation

Baron d’Holbach (1723-1789)

Système de la Nature, par M. Mirabaud.

„London“, [Amsterdam], unbekannter Drucker, 1770

216

Vom Ursprung der Sprache

Johann Gottfried Herder (1744-1803)

Abhandlung über den Ursprung der Sprache

Berlin, Christian Friedrich Voß, 1772

217

Die Entdeckung des Sauerstoffs

Joseph Priestley (1733-1804)

Observations on Different Kinds of Air. In: Transactions of the Royal Society.

London, 1772

218

Die Encyclopaedia Britannica

Encyclopaedia Britannica, or a Dictionary of Arts and Sciences

3 Bände. Edinburgh, für A. Bell und C. Macfarquhar, 1771

219

Der Begründer der Anthropologie

Johann Friedrich Blumenbach (1752-1840)

De generis humani varietate nativa

Göttingen: F. A. Rosenbusch, [1775]

220

Die Unabhängigkeitserklärung

In Congress, 4 July 1776, A Declaration.

Philadelphia: John Dunlap, 1776

221

Das Zeitalter des ‚Laissez-faire‘

Adam Smith (1723-1790)

An Inquiry into the Nature and Causes of the Wealth of Nations.

2 Bände. London, W. Strahan und T. Cadell, 1776

222

Verfall und Untergang des Römischen Reiches

Edward Gibbon (1737-1794)

The History of the Decline and Fall of the Roman Empire

6 Bände. London, W. Strahan und T. Cadell, 1776-1788

223

Ein neuer Erdteil

James Cook (1728-1779)

A Voyage towards the South Pole, and round the World. Performed in His Majesty's ships the Resolution and Adventure, in the years 1772, 1773, 1774, and 1775.

London, W. Strahan und T. Cadell, 1777

224

Gefängnisreform

John Howard (1726-1790)

The State of the Prisons in England and Wales

Warrington, gedruckt von William Eyres und verkauft von T. Cadell und N. Conant, London 1777

225

Geheimnisvolle Kräfte

Friedrich Anton Mesmer (1733-1815)

Mémoire sur la Découverte du Magnétisme Animal

Genf, Paris, P. Fr. Didot le jeune, 1779

226

Reine Vernunft

Immanuel Kant (1724-1804)

Critik der reinen Vernunft

Riga, Johann Friedrich Hartknoch, 1781

227

Der siebente Planet

Frederick William Herschel (1738-1822)

On the Proper Motion of the Sun and Solar System. In: Philosophical Transactions of the Royal Society.

London, 1783

228

Sonntagsschulen

Robert Raikes (1735-1811)

The Gloucester Journal

Gloucester, gedruckt von R. Raitkes, 3. November 1783

229

Die erste Luftreise

Barthélemy Faujas de Saint-Fond (1745-1819)

Description des expériences de la machine aérostatique de MM. Montgolfier, &c.

2 Bände. Paris, Cuchet, 1783-84

230

Figaro – Figaro

Pierre Augustin Caron de Beaumarchais (1732-1799)

La Folle Journée, ou le Mariage de Figaro

[Paris], Ruault, 1785

231

‘Schottlands Stolz’

Robert Burns (1759-1796)

Poems, chiefly in the Scottish Dialect

Kilmarnock, gedruckt von John Wilson, 1786

232

Die Abschaffung der Sklaverei

(a) Thomas Clarkson (1760-1846): An Essay on Slavery and Commerce of the Human Species, particularly the African. London, T. Cadell und J. Philips, 1786

(b) William Wilberforce (1759-1833): A Letter on the Abolition of the Slave Trade. London, T. Cadell & W. Davies, und J. Hatchard, 1807

233

Chladnische Klangfiguren

Ernst Florens Chladni (1756-1827)

(a) Neue Entdeckungen über die Theorie des Klanges. Leipzig, Weidmann, 1787

(b) Die Akustik. Leipzig, Breitkopf und Härtel, 1802

234

Frühe Sorgen um die amerikanische Verfassung

Alexander Hamilton (1757-1804), James Madison (1751-1836), John Jay (1745-1829)

The Federalist

2 Bände. New York, J. und A. McLean, 1788

235

Die indoeuropäische Sprachenfamilie

Sir William Jones (1746-1794)

On the Hindus. In: Asiatic Researches or, Transactions of the [Bengal Asiatic] Society.

Kalkutta, gedruckt und vertrieben von Manuel Cantopher, vertrieben in London von P. Elmsly, 1788

236

Der klassische Leitfaden

John Lemprière (um 1765-1824)

Bibliotheca Classica, or a Classical Dictionary.

Reading, gedruckt für T. Cadell, London 1788

237

Utilitarismus

Jeremy Bentham (1748-1832)

An Introduction to the Principles of Morals and Legislation. Printed in the year 1780 and now first published.

Londoin, T. Payne and Son, 1789

238

“La Révolution en chimie est faite”

Antoine Laurence Lavoisier (1743-1794)

Traité Élémentaire de Chimie

2 Bände. Paris, Cuchet, 1789

239

Der Preis der Revolution

Edmund Burke (1729-1794)

Reflections on the Revolution in France.

London, J. Dodsley, 1790

240

Tierische Elektrizität

Luigi Galvani (1737-1798)

De Viribus Electricitatis in Motu Musculari

Bologna, Ex Typographia Instituti Scientiarium, 1791

241

Die Menschenrechte

Thomas Paine (1737-1809)

Right of Man

London, J. Johnson, 1791

242

Die Rechte der Frauen

Mary Wollstonecraft (1759-1797)

A Vindication of the Rights of Woman

London, J. Johnson, 1792

243

Der vernunftbestimmte Mensch

William Godwin (1756-1836)

An Enquiry concerning Political Justice, and its Influence on General Virtue and Happiness

2 Bände. London, G.G.J. und J. Robinson, 1793

244

Die Grundlagen der Wissenschaftslehre

Johann Gottlieb Fichte (1762-1814)

Ueber den Begriff der Wissenschaftslehre

Weimar, im Verlage des Industrie-Comptoirs, 1794

245

Praktischer Beweis der Existenz Gottes

William Paley (1743-1805)

(a) A View of the Evidence of Christianity, 3 Bände, London R. Faulder, 1794;

(b) Natural Theology, or Evidences of the Existence and Attributes of the Deity, Collected From the Appearances of Nature, London R. Faulder, 1802

246

Kann der Mensch vollkommen werden

Marie Jean Antoine Nicolas Caritat, Marquis de Condorcet (1743-1794)

Esquisse d’un tableau historique des progrès de l’esprit humain

Paris, Agasse, 1795

247

Die Erforschung des Erdmantels

James Hutton (1726-1796). Theory of the Earth, with Proffs and Illustrations, 2 Bände. Edinburgh, gedruckt für Cadell und Davies. London, und William Creech, Edinburgh, 1795. Band 3 (herausgegeben von Sir Archibald Geikie). London, Gelólogical Society, 1899

Abraham Gottlob Werner (1749-1817). Kurze Klassifikation und Beschreibung der verschiedenen Gebirgsarten. Dresden 1787 [1777]

Horace Bénédict de Saussure (1740-1799). Voyages dans les Alpes. 4 Bände. Neuchâtel, 1779-1796

Leopold von Buch (1774-1853). Geognostische Beobachtungen auf Reisen durch Deutschland und Italien. 2 Bände. Berlin, 1802-1809

248

Die neue Philologie

Friedrich August Wolf (1759-1824)

Prolegomena ad Homerum sive de Operum Homericorum prisca et genuina forma variisque mutationibus et probabili ratione emendandi

Band I. Halle, Libraria Orphanotrophei, 1795

249

Die Anfänger der Soziologie

Sir Frederick Morton Eden (1766-1809)

The State of the Poor; or an history of the Labouring Classes in England, 3 Bände. London, gedruckt von J. Davis für B. & J. White (und andere), 1797

250

Der Kampf gegen die Blattern

Edward Jenner (1749-1823)

An Inquiry into the Causes and Effects of the Variolae Vaccinae

London, gedruckt von Sampson Low für den Verfasser, 1798

251

Die ersten Thesen zur ‘Bevölkerungsexplosion’

Thomas Robert Malthus (176-1834)

An Essay on the Principle of Population

London, J. Johnson, 1798

252

Himmelsmechanik

Pierre Simon de Laplace (1749-1827)

Traité de Mécanique Céleste

Band 1-3. Crapelet für J.B.M. Duprat, [1799]-1802; Band 4, Courcier, 1805; Band 5, huzard-Courcier, 1825

253

Vorstoß der Forschung ins Innere Afrikas

Mungo Park (1771-1806)

Travels in the Interior Districts of Africa

London, W. Bulmer und Co. für den Verfasser, vertrieben durch G. und W. Nichol, 1799

254

Infrarote Strahlen

Frederick William Herschel (1738-1822)

Three Papers on Radiant Heat, Infra-Red Rays, etc. In: Philosophical Transactions of the Royal Society. London 1800

(a) Investigation of the Powers of the Prismatic Coulours to heat and illuminate Objects;

(b) Experiments on the Refrangibility of the invisible Rays of the Sun;

(c) Experiments on the Solar and on the Terrestrial Rays that occasion Heat.

255

Der elektrische Strom

Alexander Volta (1745-1827)

On the Electricity Excited by the Mere Contact of Conducting Substances of Different Kinds

In: Philosophical Transactions of the Royal Society. London 1808

256

Ein Manifest der Romantik

William Wordsworth (1770-1850), Samuel Taylor Coleridge (1772-1834)

Lyrical Ballads

2 Bände. London, T. N. Longman und O. Rees, 1800

257

Ein Fürst der Mathematik

Carl Friedrich Gauss (1777-1855)

Disquisitiones Arithmeticae

Leipzig: Gerhardt Fleischer, 1801

258

Erzieher von Gottes Gnaden

Johann Heinrich Pestalozzi (1746-1827)

Wie Gertrud ihre Kinder lehrt

Bern und Zürich: Heinrich Geßner, 1801

259

Der letzte universale Naturforscher

Thomas Young (1773-1829)

On the Theory of Light and Colours. In: Philosophical Transactions of the Royal Society. London 1802

260

Das metrische System

Jean Baptiste Joseph Delambre (1749-1802)

Base du Système Métrique Décimal

3 Bände. Paris, Baudouin für Garner, 1806-1810

261

Die Atomtheorie

John Dalton (1766-1844)

A New System of Chemical Philosophy. Teil 1: Manchester, gedruckt für R. Bickerstaff, London 1808; Teil II: ebenda, 1810. Band 2, Teil I: Manchester, gedruckt für G. Wilson, London 1827.

262

Die Idee der Entwicklungslehre

Jean Baptiste Lamarck (1744-1829)

Philosophie Zoologique

2 Bände. Paris, Dentu, gedruckt für den Verfasser, 1809

263

Der Vater der Luftschiffahrt

Sir George Cayley, Baronet (1773-18579

On Aerial Navigation. In: A Journey of Natural Philosophy chemistry and the Arts, herausgegeben von W. Nicholson, Band 24-25.

London, 1809-10

264

Krieg unter Wasser

Robert Fulton (1765-1815)

Torpedo War, and Submarine Explosions.

New York, William Elliot, 1810

265

Homöopathie

Samuel Christian Friedrich Hahnemann (1755-1843)

Organon der rationellen Heilkunde

Dresden, Arnold, 1810

266

Nordische Philologie

Rasmus Christian Rask (1787-1832)

Vejledning til det Islandske eller gamle Nordiske Sprog

Kopenhagen, gedruckt für Schuboth von J. R. Thiele, 1811

267

Geschichte gegen Mythologie

Barthold Georg Niebuhr (1776-1831)

Römische Geschichte

3 Bände. Berlin, Realschulbuchhandlung, 1811-12, 1832

268

Hansard

The Parlamentary Debates, from the year 1803 to the present time. London, gedruckt von T. C. Hansard für Longman (und andere), 1812

269

Der Brockhaus

Friedrich Arnold Brockhaus

Conversations-Lexikon oder Hand-Wörterbuch der gebildeten Stände

Band 1-4. Amsterdam, Kunst- und Industrie-Comptoir, 1812-14; Band 5-10, Altenburg und Leipzig, F. A. Brockhaus, 1815-19

270

Der Byron-Kult

George Gordon Noel Byron, Lord Byron (1788-1824)

Childe Harold’s Pilgrimage (deutsch: Childe Harolds Pilgerfahrt)

London, John Murray, 1812, 1816, 1818

271

Die Geburt des Sozialismus

Robert Owen (1771-1858)

A New View of Society, or Essays on the Principle of the Formation of the Human Character

London, Cadell und Davies, 1813-14

272

Über Land zum Pazifik

Meriwether Lewis (1774-1809) und William Clark (1770-1838)

History of the Expedition Under the Command of Captains Lewis and Clark to the Pacific Ocean

2 Bände. Philadelphia, Bradford and Inskeep; und Abraham H. Inskeep, New York, 1814

273

Der Schöpfer des historischen Romans

Walter Scott (1771-1832)

Waverley; or ‘Tis Sixty Years Since

3 Bände. Edinburgh, Archibald Constable and Co., und Longman, London, 1814

274

Die erdgeschichtliche Bedeutung der Schichtgesteine

(a) William Smith (1769-1839). A Geological Map of England and wales with Part of Scotland, 15 Blätter. Londin, Cary, 1815

(b) Georges Cuvier (1769-1832). Essai sur la Géographie Mineralogique des Environs de Paris avec une Carte géographique des Coups de terrain. Paris 1811 (1822)

275

Vergleichende Grammatik

Franz Bopp (1791-1867)

Über das Conjugationssystem der Sanskritsprache in Vergleichung mit jenem der griechischen, lateinischen, persischen und germanischen Sprache

Frankfurt am Main, Andreäische Buchhandlung, 1816

276

Vergleichende Anatomie

Georges Leopold Dagobert Cuvier (1769-1832)

Le règne animal distribué d'après son organisation [dt. Das Tierreich nach Gestaltung unterteilt]

4 Bände. Paris, Deternille, 1817

277

Wirtschaft als Wissenschaft

David Ricardo

The Principles of Political Economy and Taxation

London, John Murray, 1817

278

Das Sonnenspektrum

(a) Joseph von Fraunhofer (1787-1826). Bestimmung des Brechungs- und Farbenzerstreuungs-Vermögens verschiedener Glasarten In: Denkschriften der Königlichen Akademie der Wissenschaften. München, 1817

(b) Gustav Kirchhoff (1824-1889). Untersuchungen über das Sonnenspektrum. In. Abhandlungen der Königlichen Akademie der Wissenschaften zu Berlin. Berlin, 1862

279

Philosophie der Weltverneinung

Arthur Schopenhauer (1778-1860)

Die Welt als Wille und Vorstellung

3 Bände. Leipzig, Brockhaus, 1819

280

Stethoskop

René Théophile Hyacinthe Laënnec (1781-1826)

Traite de L'Auscultation Médiate

2 Bände. Paris, J. A. Brosson et J. S. Chaudé, 1819

281

Germanistik

Jakob Grimm (1785-1863)

Deutsche Grammatik

Göttingen, Dietrich, 1819-1837

282

Elektromagnetismus

Hans Christian Oersted (1777-1851)

Experimenta circa effectum conflictus electrici in acum magneticam

Kopenhagrn, Schultz für den Autor, 1820

283

Der Staat als vollkommenes Gebilde

Georg Wilhelm Friedrich Hegel (1770-1831)

Grundlinien der Philosophie des Rechts

Berlin, Nicolaische Buchhandlung, 1821

284

Wiedererwckung der Gotik

(a) Augustus Charles Pugin (1762-1832)

Specimen of Gothic Architecture, 3 Teile. London, für J. Taylor, A. Pugin und J. Britton, 1821-1823

(b) Augustus Welby Northmore Pugin (1812-52). Contrasts: or, A Parallel between the Noble Edifices of the Middle Ages and Corresponding Buildings of the Present Day. London, gedruckt für den Verfasser, 1836

285

Der Carnot’sche Kreisprozeß

Nicolas-Leonard Sadi Carnot (1796-1832)

Réflexions sur la Puissance Motrice du Feu

Paris, Bachelier, 1824

286

Kritische moderne Geschichtsschreibung

Leopold von Ranke (1795-1886)

Zur Kritik neuerer Geschichtsschreiber

Leipzig und Berlin, G. Reimer, 1824

287

Die Monumenta Germaniae

Monumenta Germaniae Historica

Hannover, Hahnsche Buchhandlung, 1826 bis heute

288

Das Ei der Säugetiere

Karl Ernst von Baer (1792-1876)

(a) De Ovi Mammalium et Hominis Genesi. Leipzig, Leopold Voß, 1827

(b) Über Entwicklungsgeschichte der Thiere. 3 Bände. Königsberg, Bornträger, 1828 bis 1837, Schlußheft 1888

289

Elekrizität wird gemessen

Georg Simon Ohm (1789-1854)

(a) Bestimmung des Gesetzes, nach welchem Metalle die Contactelektricität leiten, nebst einem Entwurfe zu einer Theorie des Voltaischen Apparates und des Schweiggerschen Multiplicators. In: Schweiggers Journal, Band 46, 1826

(b) Die galvanische Kette mathematisch bearbeitet. Berlin, T. H. Riemann, 1827

290

Die Brownsche Bewegung

Robert Brown (1773-1858)

A brief account of microscopical observations made in the months of June, July and August 1827, on the particles contained in the pollen of plants; and on the general existence of active molecules in organic and inorganic bodies

Privatdruck. [Londin, gedruckt von Richard Taylor, 1828]

291

Englisch in Amerika

Noah Webster (1758-1843)

An American Dictionary of the English Language

2 Bände. New York, S. Converse, 1828

292

Die Blindenschrift

Louis Braille (1809-1852)

Procédé pour écrire les paroles, la musique et le plain-chant au moyen de points

Paris: (Institute Royale des Jeunes Aveugles), 1829

293

Der Kopernikus der Geometrie

(a) Nikolaus Iwanowitsch Lobatschewskij (1793-1856). О началах геометрии. In: Kasanskij Verstnik, Teil XXV, XXVII, XVIII, Februar/März 1829-Juli/August 1830. Kasan, Universitätsdruckerei

(b) Georg Friedrich Bernhard Riemann (1826-1866). Über die Hypothesen, welche der Geometrie zu Grunde liegen. In: Abhandlungen der Königlichen Gesellschaft der Wissenschaften zu Göttingen, Band 13 (1867). Göttingen, Dieterich, 1868

294

Das Land

William Cobbett (1762-1835)

Rural Rides

London, William Cobbett, 1830

295

Der Positivismus

Auguste Comte (1798-1857)

Cours de philosophie positive

6 Bände. Paris, Bachelier, 1830; Rouen Frère, 1835-42

296

Durchbruch der demokratischen Ordniung

The Extraordinary Black Book. Vom ursprünglichen Herausgeber (d. h. John Wade).

London, Effingham Wilson, 1831

297

Philosophie des Krieges

Karl von Clausewitz (1780-1831)

Vom Kriege

3 Bände. Berlin, Ferdinand Dümmler, 1832-34

298

Die Faustsage

Johann Wolfgang von Goethe

Faust. Eine Tragödie

Stuttgart und Tübingen, Cotta, 1834

299

Das häßliche Entlein

Hans Christian Andersen (1805-1875)

Eventyr fortale for børn

2 Bände. Kopenhagen, Bianca Luno und Schneider für C. A. Reitzel, [1835]-1837

300

‚Jesus ohne Mythus‘

David Friedrich Strauss (1808-1874)

Das Leben Jesu kritisch bearbeitet

2 Bände. Tübingen, C. F. Osiander, 1835-36

301

Die Sprachphilosophie

Wilhelm von Humboldt (1767-1835)

Über die Verschiedenheit des menschlichen Sprachbaues und ihren Einfluß auf die geistige Entwickelung des Menschengeschlechts.

Berlin, Druckerei der Königlichen Akademie der Wissenschaften, 1836

302

Reiseführer

(a) John Murray (1808-1892). Hand-Book for Travellers on the Continent: being a Guide through Holland, Belgium, Prussia and Northern Germany and along the Rhine, from Holland to Switzerland. London, John Murry, 1836

(b) Karl Baedeker (1801-1889). Rheinreise von Basel bis Düsseldorf. Sechste verbesserte und vermehrte Auflage in der Klein’schen Rheinreise, bearbeitet von K. Baedeker. Koblenz, Baedeker, 1849

303

Waren Adam und Eva schwarz?

James Cowles Prichard (1768-1848)

Researches into the Physical History of Mankind

Dritte Auflage, 5 Bände. London, Sherwood, Gilbert und Piper, J. und A. Arch, 1836-47

304

Die dramatisierte Revolution

Thomas Carlyle (1795-1881)

The French Revolution

3 Bände. London, James fraser, 1837

305

Die Märtyrer von Tolpuddle

George Loveless

The Victims of Whiggery: Being a Statement of the Persecutions Experienced by the Dorchester Labourers

London, Effingham Wilson (und andere), [1837]

306

Das Penny-Porto

Rowland Hill (1795-1879)

(a) Post office reform; its Importance and Practicabulity. London, Privatdruck bei W. Clowes and Sons, 1837

(b) Third Report from the Select Committee on Postage … Gedruckt im Auftrag des Unterhauses vom 13. August 1838

307

Die Zelle als Grundstein des Lebens

(a) Matthias Jacob Schleiden (1804-1881). Beiträge zur Phytogenesis. In: Archiv für Anatomische Physiologie und Wissenschaftliche Medizin, herausgegeben von J. Müller. Berlin, Veit, 1838

(b) Theodor Schwann (1810-1882). Mikroskopische Untersuchungen über die Übereinstimmung in der Struktur und dem Wachsthum der Thiere und Pflanzen. Berlin, Sander’sche Buchhandlung (G. E. Reimer), 1839

(c) Rudolf Virchow (1821-1902). Die Cellularpathologie. Berlin, August Hirschwald, 1858

308

Die großen Experimentierer

(a) Michael Faraday (1791-1876). Experimental Researches in Electricity. Reprinted from the Philosophical Transactions of 1831-1838. 3 Bände. London, Richard and John Edward Taylor, 1839, 1844, 1835.

(b) Werner Siemens (1816-1892). Über die Umwandlung von Arbeitskraft in elektrischen Strom ohne permanente Magnete. Monatsbericht der Berliner Akademie der Wissenschaften vom 17. Januar 1867

309

Die Eiszeit

Jean Louis Rodoplhe Agassiz (1807-1873)

Études sur les Glaciers. Textband mit Tafeln.

Neuchâtel, gedruckt für den Autor und vertrieben von Jent und Gassman, Soleure, 1840

310

Organische Chemie

Justus Liebig (1803-1873)

(a) Die Organische Chemie in ihrer Anwendung auf Agricultur und Physiologie. Braunschweig, Friedrich Vieweg, 1840

(b) die Organische Chemie in ihrer Anwendung auf Physiologie und Pathologie. Braunschweig, Friedrich Vieweg, 1842

311

Nationalbewußtsein und Volkswirtschaft

Friedrich List (1789-1846)

Das Nationale System der Politischen Ökonomie.

Stuttgart und Tübingen, J. G. Cotta, 1841

312

Traktat Neunzig

John Henry Newman (1801-1890)

Remarks on Certain Passages in the Thirty-Nine Articles. (Tracts for the Times no. 90).

London, J. G. F. und J. Rivington und J. H. Parker, 1841

313

Reform im Gesundheitswesen

Edwin Chadwick (1800-1890)

Report from the Poor Law Commissioners on an Inquiry into the Sanitary Conditions of the Labouring Population of Great Britain

London, Her Majesty’s Stationery Office, 1842

314

Der Prophet des Existentialismus

Sören Aabye Kierkegaard (1813-1855)

Enten - Eller.

Kopenhagen, E. A. Reitzel, 1843

315

Kunst neu überdacht

John Ruskin (1819-1900)

Modern Painters. By a Graduate of Oxford.

5 Bände. London, Smit, Elder und Co., 1843-60

316

Asepsis und Antisepsis

(a) Oliver Wendell Holmes (1809-1894). On the Contagiousness of Puerperal Fever. In: the New England Quarterly Journal of Medicine and Surgery. Boston, 1843

(b) Ignaz Philipp Semmelweis (1818-1865). Höchst wichtige Erfahrungen über die Aetiologie der in Gebäranstalten epidemischen Puerperalfieber. In: Zeitschrift der k. k. Gesellschaft der Ärzte zu Wien. IV. Jahrgang, 2. Band, Wien 1847-49. (b2) Die Ätiologie, der Begriff und die Prophylaxis des Kindbettfiebers. Post, Wien und Leipzig, C. A. Hartleben, 1861

(c) Joseph Lister (1827-1912). On a new Method of treating Compound Fracture, Abscess, &c. With Observations on the Conditions of Suppuration. In: The Lancet. London, 1867. (Sechs Abhandlungen, die zwischen dem 16. März und 21. September erschienen)

317

Der Kindergarten

Friedrich Wilhelm August Fröbel (1782-1852)

„Kommt, laßt uns unsern Kindern leben!“ Mutter- und Koselieder. Dichtung und Bilder zur edlen Pflege des Kindheitslebens. Blankenburg bei Rudolstadt, Anhalt zur Pflege des Beschäftigungstriebes der kindheit und Jugend, [1844]

318

Photographie

(a) William Henry Fox Talbot (1800-1877). The Pencil of Nature. London, Longman, Brown, Green und Longman, 1844-[46]

(b) Louis Jacques Mandé Daguerre (1787-1851). Historique et Description des Procédés du Daguerréotype et du Diorama. Paris, alphonese Giroux et Cie; ou se fabriquent les Appareils; Delloye, Libraire, 1839

319

Englands ‘Zwei Nationen’

Benjamin Disraeli (1804-1881)

Sybil oder The Two Nations.

3 Bände. London, Henry Colburn, 1845

320

Beschreibung des Universums

Alexander von Humboldt (1769-1859)

Kosmos, Entwurf einer Physischen Weltbeschreibung, 4 Bände, Text und Atlas.

Stuttgart und Tübingen, Cotta, 1845-62

321

Ruhmgekröntes Griechenland

George Grote (1794-1871)

A History of Greece

12 Bände. London, John Murray, 1846-56

322

Moderne Bibelkritik

Ferdinand Christian Baur (1792-1860)

Kritische Untersuchungen über die Kanonischen Evangelien

Tübingen, L. F. Fues, 1847

323

Der Satz von der Erhaltung der Energie

Hermann Helmholtz (1821-1894)

Über die Erhaltung der Kraft

Berlin, G. Reimer, 1847

324

Die idealisierte Revolution

Jules Michelet (1798-1874)

Histoire de la Révolution française.

7 Bände. Paris, Chamerot, 1847-53

325

Die Steinzeit

Jacques Boucher de Crèvecoeur de Perthes (1788-1868)

Antiquités Celtiques et Antédiluviennes.

3 Bände. Paris, Treuttel und Würtz (und andere), 1847-1864

326

Proletarier alle Länder vereinigt Euch!

Karl Marx (1818-1883 und Friedrich Engels (1820-1895)

Manifest der Kommunistischen Partei.

London, J. E. Burghard, 1848

327

Leben im Wilden Westen

Francis Parkman (1823-1893)

The Oregon Trail: Sketches of Prairie and Rocky-Mountain Life

New York und London, George P. Putnam, 1849

328

Geschichte aus der Sicht der Whigs

Thomas Babington Macaulay (1800-1859)

The History of England from the Accession of James II

5 Bände. London, Longman, 1849-61

329

Ein Markstein in der Geschichte der Textkritik

Karl Lachmann (1793-1851)

T. Lucreti Cari De Rerum Natura Libros Commentarius.

Reimer, Berlin 1850

330

Der experimentelle Beweis für die Drehung der Erde

Jean Bernard Léon Foucault (1819-1868)

Sur divers signes sensibles du mouvement diurne de la terre. In: Comptes rendus des Séances de l’académie des Sciences.

Paris 1851

331

Die erste Weltausstellung

Great Exhibition of Industry of all Nations of 1851. Report by the Juries.

London, in königlichem Auftrag gedruckt von William Clawes & Sons, 1852

332

Der Roman als Propaganda

Harriet Beecher Stowe (1811-1896)

Uncle Tom’s Cabin

2 Bände. Boston, John P. Jewett; Cleveland, Jewett, Proctor und Worthington, 1952

333

Das Musikdrama

Richard Wagner (1813-1883)

(a) Oper und Drama, 3 Bände. Leipzig, J. J. Weber, 1852

(b) Drei Operndichtungen [Der Fliegende Holländer, Tannhäuser, Lohengrin] nebst einer Mittheilung an seine Freunde als Vorwort. Leipzig, Breitkopf und Härtel, 1852

334

Quaternionen

William Rowan Hamilton (1805-1865)

Lectures on Quaternions

Dublin, Hodges and Smith; London, Whittaker; Cambrudge, Macmillan, 1853

335

Hitlers französischer Mentor

Joseph-Arthur Comte de Gobineau (1816-82)

Essai sur l'inégalité des races humaines) 

4 Bände. Paris, Firmin Didot; Hannover, Rumpler. 1853-1855

336

Louis Pasteur

Louis Pasteur (1822-1895)

(a) Recherches sur la Dissymétrie Moléculaire des Produits Organiques Naturels. In: Comptes rendues de l’Académie des Sciences, Paris, 1853

(b) Exériences relatives aux Générations dites Spontanées. Ebenda, Paris 1860 (vier Artikel)

(c) Mémoire sur les Corpuscules Organisés qui existent dans l’Athmosphère. In: annales des Sciences Naturelles (Partie Zoologique). Paris, 1861

(d) Recherches sur la Putréfaction. In: Comptes rendus de l’Académie des Sciences, Paris, 1863

(e) Sur la Maladie Virulentes, et en particulier sur la Maladie appelée vulgairement Choléra des Poules. Ebenda, Paris 1880 (zwei Artikel)

337

Geschichte ohne Mythos

Theodor Mommsen (1817-1903)

Römische Geschichte

3 Bände, 1854-1856; endgültige Ausgabe: 1856-57; Band 5: 1885. Berlin, Weidman

338

Die Bibel des Materialismus

Friedrich Karl Christian Ludwig Büchner (1824-1899)

Kraft und Stoff

Frankfurt am Main, Meidinger, 1855

339

Der Suezkanal

Ferdinand de Lesseps (1805-1894)

Percement de l'Isthme de Suez. Exposé et documents officiels

Paris, Henri Plon, 185

340

Der Sänger der Demokratie

Walt Whitman (1819-1892)

Leaves of Grass

Brooklyn, New York, [gedruckt bei den Rome Brothers], 1855

341

Afrika: Christentum und Erforschung

(a) David Livingstone (1813-1873): Missionary Travels and Researches in South Africa. London, John Murray, 1857

(b) Heinrich Barth (1827-1865): Reisen und Entdeckungen in Nord- und Centralafrika. 5 Bände. Gotha, Justus Perthes, 1857-1859

342

Der Neandertaler

Johann Carl Fuhlrott (1804-1877) und Hermann Schaaffhausen (1816-1893)

Menschliche Ueberreste aus einer Felsengrotte des Düsselthals

In: Verhandlungen des Naturhistorischen Vereins der Preußischen Rheinlande und Westfalens, zwei Teile. Bonn, 1857 und 1859

343

Der Engel der Lazarette

Florence Nightingale (1820-1910)

Notes on Matters Affecting the Health, Efficiency, and Hospital Administration of the British Army

London, Harrison, 1858

344

Abstammungslehre

(a) Charles Darwin (1809-1882) und Alfred Russel Wallace (1823-1913). On the Tendency of Species to Form Varieties; and on the Perpetuation of Varieties and Species by natural selection. In: Journal of the Proceedings of the Linnean Society. London 1858

(b) Charles Darwin. On the Origin of Species by Means of Natural Selection. London, John Murray, 1859

345

Freiheit und Individuum

John Stuart Mill (1806-1873)

On Liberty

London, John W. Parker, 1859

346

Selbsthilfe

Samuel Smiles (1812-1904)

Self-Help, with Illustrations of Character and Conduct.

London, John Murray, 1859

347

Die Kultur der Renaissance

Jacob Burckhardt (1818-1897)

Die Cultur der Renaissance in Italien

Basel, Schweighauser, 1860

348

“Sieben gegen Christus”

Frederick Temple, Rowland Williams, Baden Powell, Henry Bristow Wilson, Charles Wycliffe Goodwin, Mark Pattison, Benjamin Jowett

Essays and Reviews

London, John W. Parker, 1860

349

Mutterrechtliche Gesellschaftsformen

Johann Jakob Bachofen (1815-1887)

Das Mutterrecht. Eine Untersuchung über die Gynaikologie der alten Welt nach ihrer religiösen und rechtlichen Natur.

Stuttgart, Krais und Hoffmann, 1861

350

Das Rote Kreuz

Jean Henri Dunant (1828-1910)

Un Souvenir de Solférino

Unverkäuflich; Genf, Druckerei Jules-Guillaume Fick, 1862

351

Lincolns Ansprache von Gettysburg 1863

Abraham Lincoln

The Gettysburg Solemnities. Dedication of the National Cemetery at Gettysburg, Pennsylvania, November 19, 1863. With the Oration of Hon. Edward Everett, Speech of President Lincoln, etc. etc. etc.

Veröffentlicht in Washington [D. C.] Chronicle Office, 1863

352

Der historische Christus

Ernest Renan (1823-92)

Vie de Jésus

Paris, Michel Lévy, 1863

353

Experimental-Medizin

Claude Bernard (1813-1878)

Introduction à l’étude de la médicine experimentale

Paris, J. B. Baillière 1865

354

Alice im Wunderland

Lewis Carroll (alias Charles Lutwidge Dodgson, 1832-1898)

Alice’s Adventures in Wonderland. With forty-two illustrations by John Tenniel.

London, Macmillan, 1865

355

Licht als eine Art Elektrizität

James Clerk Maxwell (1831-1879)

A Dynamic Theory of the Electromagnetic Field. In: Philosophical Transactions of the Royal Society. London, 1865

356

Genetik

(a) Gregor Johann Mendel (1822-1884). Versuche über Pflanzen-Hybriden. In: Verhandlungen des Naturforschenden Vereins zu Brünn, IV. Band, 1865. Brünn, 1866

(b) William Bateson (1861-1926). Mendel’s Principles of Heredity. Cambridge University Press. 1909.

357

Wo entspringt der Nil

Samuel White Baker (1821-1893)

The Albert Nyanza, Great Basin of the Nile, and Explorations of the Nile Sources

2 Bände. London, Macmillan, 1866

358

Wir haben keine Verfassung, aber wir haben Bagehot

Walter Bagehot (1826-1877)

The English Constitution

London, Chapmann and Hall, 1867

359

Marx’ Kapital

Karl Marx (1818-1853)

Das Kapital. Kritik der Politischen Ökonomie

Band I. Hamburg, Otto Meißner, 1867

360

Naturrecht

Otto von Gierke (1841-1921)

Das Deutsche Genossenschaftsrecht

4 Bände. Berlin, Weidmann, 1868-1913

361

Der amerikanische Freidenker

Robert G. Ingersoll (1833-1899)

An Oration on the Gods

Peoria, Illinois, Transcript Book and Job Printers, 1872

362

Homers Troja

Heinrich Schliemann (1822-1890)

Trojanische Alterthümer

Leipzig, F. A. Brockhaus, 1874

363

Christian Science

Mary Baker Glover (Eddy) (1821-1910)

Science and Health

Boston (Mass.), Christian Scientist Publishing Company, 1875

364

Die Pathologie des Verbrechens

Cesare Lombroso (1836-1909)

L'Uomo Delinquente.

Mailand, Ulrico Hoepli, 1876

365

Das Telephon

Alexander Graham Bell (1847-1922)

Researches in Telephony. In: Proceedings of the American Academy of Arts and Sciences. Boston [Mass.], 1877

366

Lebensgeschichte der Bakterien

Robert Koch (1843-1910)

(a) Untersuchungen über Bakterien: V. die Aetiologie der Milzbrand-Krankheit; VI. Verfahren zur Untersuchung, zum Konservieren und Photographieren der Bakterien. In. Cohn, Beiträge zur Biologie der Pflanzen. Breslau, 1877

(b) Untersuchungen über die Aetiologie der Wundinfektionskrankheiten. Leipzig, F. C. W. Vogel, 1878

(c) Die Aetiologie der Tuberkulose. In: Berliner Klinische Wochenschrift. Berlin 1882

367

Angewandte Kunst

William Morris (1834-96)

(a) The Decorative Arts, their Relation to Modern Life and Progress. London, Ellis and White [1878]

(b) Some Hints on Pattern-Designing. London, Longmans, 1899

368

Preußischer Chauvinismus

Heinrich von Treitschke (1834-1896)

Deutsche Geschichte im 19. Jahrhundert

5 Bände. Leipzig, Hirzel, 1879-94

369

Liberaler Imperialismus

John Robert Seeley (1834-1895)

The Expansion of England

London, Macmillan, 1883

370

Der Übermensch

Friedrich Wilhelm Nietzsche (1844-1900)

Also sprach Zarathustra. Ein Buch für Alle und Keinen.

Teil 1-3, Chemnitz, E. Schwitzner, 1883-84; Teil 4, Leipzig, Naumann 1891

371

Das englische Wörterbuch

James Murray (1837-1915), Henry Bradley (1845-1923), William A. Craigie (1867-1957), C. T. Onions (1873-1963) (Herausgeber)

A New English Dictionary on Historical Principles / (seit 1895:) The Oxford English Dictionary on Historical Principles, 11 Bände. Oxford, in der Clarendon Press, 1884 bis 1928, Ergänzungsband 1933

372

Die großen Engländer

The Dictionary of National Biography.

63 Bände. London, Smith, Elder und Co., 1885-1900

373

Die Heilsarmee

General Booth (1829-1912)

In Darkest England and the Way Out

London, International Headquarters of the Salvation Army [1890]

374

Der Goldene Zweig

James George Frazer (1854-1941)

The Golden Bough: A Study in Comparative Religion

2 Bände. London, Macmillan, 1890

375

Revolution auf der Bühne

Henrik Ibsen (1828-1906)

Hedda Gabler

Kopenhagen, Gyldendal, 1890

376

Fingerabdrücke und Kriminologie

Francis Galton (1822-1911)

Finger Prints

London, Macmillan, 1892

377

Die Theorie der drahtlosen Telegraphie

Heinrich Rudolf Hertz (1857-1894)

Untersuchungen über die Ausbreitung der Elektrischen Kraft

Leipzig, Johann Ambrosius Barth, 1892

378

Die Elektronentheorie

Hendrik Antoon Lorentz (1853-1928)

(a) La Théorie electromagnétique de Maxwell et son application aux corps mouvants. Leiden, E. J. Brill, 1893

(b) Versuch einer Theorie der electrischen und optischen Erscheinungen in bewegten Körpern. Leiden, E. J. Brill, 1895

379

Amerikas Grenze und Grenzer

Frederick Jackson Turner (1861-1932)

The Significance of the Frontier in American History. In: Proceedings of the State Historical Society of Wisconsin. Madison, Wis., 1894

380

Röntgenstrahlen

Wilhelm Conrad Röntgen (1845-1923)

Über eine neue Art von Strahlen. In: Sitzungsberichte der Physikalisch-Mathematischen Gesellschafzt zu Würzburg. Zwei Teile. Würzburg, 1895-96

381

Der Staat der Juden

Theodor Herzl (1860-1904)

Der Judenstaat, Versuch einer modernen Lösung der Judenfrage.

Leipzig und Wien, M. Breitenstein, 1896

382

Die Verwirklichung der drahtlosen Telegraphie

Guglielmo Marconi (1874-1937)

Provisional Specification. Improvement in Transmitting Electrical Impulses and Signals. [Patenschrift]

London, 2. Juni 1896

383

Der Kinematograph

Auguste (1862-1954) und Louis Lumière (1864-1948)

Notice sur le Cinématographe

Lyon, Decléris für Lumière, 1897

384

‚In Nacht und Eis‘

Fridtjof Nansen (1861-1930)

Fram øver Polhavet

Christiania, H. Aschehoug, 1897

385

Die Pawlow-Reflexe

Iwan Petrowitsch Pawlow (1849-1936)

Lektsii o rabote glavnykh pishchevaritel'nykh zhelez [Lectures on the work of the principal digestive glands]. St. Petersburg: I. N. Kushnereff for the Ministry of Communications, 1897. 

386

Kathodenstrahlen

Joseph John Thomson (1856-1940)

(a) Cathode Rays. In: Philosophical Magazine. London, 1897

(b) The Discharge of Eletricity through Gases. New York, Scribner, 1898

(c) On the Charge of Electricity carried by the Ions produced by Röntgen Rays. In: Philosophical Magazine, London 1898

(d) Conduction of Electricity through Gases. Cambridge University Press. 1903

387

Die Gartenstadt

Ebenezer Howard (1850-1928)

To-Morrow: a Peaceful Path to Real Reform

London, Swan, Sonnenschein, 1898

388

Der Vater der Tropenmedizin

Patrick Manson (1844-1922)

Tropical Diseases

London, Cassell, 1898

389

Psychoanalyse

Sigmund Freud (1856-1939)

Die Traumdeutung

Leipzig und Wien, Deuticke, 1900

390

Wissenschaftlicher Pragmatismus

Adolf Harnack (1851-1930)

Das Wesen des Christentums

Leipzig, J. C. Hinrichs, 1900

391

Die Quantentheorie

Max Planck (1858-1947)

(a) Zur Theorie des Gesetzes der Energieverteilung im Normalspektrum. In: Verhandlungen der Deutschen Physikalischen Gesellschaft. Leipzig, 1900.

(b) Über das Gesetz der Energieverteilung im Normalspektrum. Annalen der Physik. Leipzig, 1901

392

Bolschewismus

Wladimir Iljitsch (Uljanow) Lenin

Was tun? Brennende Fragen unserer Bewegung

Что делать? Наболевшие вопросы нашего движения / Chto delat'? Nabolevshiye voprosy nashevo dvizheniya

Stuttgart, J. H. W., Dietz, 1902

393

Radioaktivität

Henri Becquerel (1852-1908)

Recherche sur une Propriété Nouvelle de la Matière … ou Radioactivité de la Matière

Paris, Firmin-Didot, 1903

394

Die Entdeckung des Radiums

(a) Marie Skłodowska Curie (1867-1934). Thèses présentées à la Faculté des Sciences de Paris pour obtenir le grade de Docteur des Sciences Physiques. 1re. Thèse: Recherches sur les Substances Radio-active. 2e. Thèse: propositions données par la Faculté. Paris, Gauthier-Villars, 1903

(b) Pierre Curie (1859-1906). Oeuvres. Paris, Gauthier-Villars, 1908

395

Der erste Motorflug

Wilbur (1867-1912) und Orville Wright (1871-1948)

The Experiments of the Brothers Wright. In: Journal of the Aeronautical Society of Great Britain, London 1904

396

Wegbereiter des Rundfunks

John Ambrose Fleming (1849-1945)

On the conversion of electric oscillations into continuous currents by means of a vacuum valve. In: Proceedings of the Royal Society. London, 1905

397

Ein Altmeister der Nervenkunde

Charles Scott Sherrington (1857-1952)

The Integrative Action of the Nervous System

New Haven, Yale University Press, 1906

398

Das Frauenstimmrecht

Frederick William (1871-1961) und Emmeline Pethick-Lawrence (1867-1954) (Herausgeber).

Votes for Women.

London, The Reformer’s Press, 1907-17

399

Das Urbild der Pfadfinder

Robert Stephenson Smyth Baden-Powell (1857-1941)

Scouting for Boys.

Sechs Teile. London, Horace Cox, 1908

400

Der Futurismus

Filippo Tommaso Marinetti (1876-1944)

Manifesto Futurista. In: Figaro (20. Februar). Paris, 1909

401

Die Vierte Dimension

Hermann Minkowski (1864-1909)

Raum und Zeit. In: Jahresberichte der Deutschen Mathematikervereinigung.

Leipzig, 1909

402

Chemotherapie

Paul Ehrlich (1854-1915) und Sahachiro Hata (1873-1938)

Die experimentelle Chemotherapie der Spirillosen.

Berlin, Springer, 1910

403

Der Taylorismus

Frederick Winslow Taylor (1856-1915)

The Principles of Scentific Management.

New York und London, Harper, 1911

404

Vitamine

Frederick Gowland Hopkins (1861-1947).

Feeding Experiments illustrating the Importance of Accessory Factors in Normal Dietaries. In: The Journal of Physiology.

Cambridge, 1912

405

Christliche Geschichtsphilosophie

Ernst Troeltsch (1865-1923)

Die Soziallehren der Christlichen Kirchen und Gruppen.

Tübingen: J. C. B. Mohr (Paul Siebeck), 1912

406

Röntgenstrahlen und Kristallographie

(a) Max von Laue (1879-1960). 1. Interferenz-Erscheinungen bei Röntgenstrahlen; 2. Eine quantitative Prüfung der Theorie für die Interferenz-Erscheinungen bei Röntgenstrahlen. In. Sitzungsberichte der Mathematisch-Physikalischen Klasse der Königlich Bayerischen Akademie der Wissenschaften. München, 1912

(b) William Henry Bragg (1862-1942) und William Lawrence Bragg (1890-1971)

X-rays and Crystal Structure. London G. Belt. 1915

407

Das Periodische System der Elemente

Henry Gwyn Jeffreys Moseley (1887-1915)

The High-Frequency Spectra of elements. In: The Philosophical Magazine.

London 1913-14

408

Relativität

Albert Einstein (1879-1955)

Die Grundlage der allgemeinen Relativitätstheorie. In: Annalen der Physik. Leipzig, 1916

409

Umriß eines Weltfriedens

Woodrow Wilson (1856-1924)

The Fourteen Points

Washington, D. C., Government Printing Office, 1918

410

Untergang des Abendlandes

Oswald Spengler (1880-1936)

Der Untergang des Abendlandes

Band I. Wien und Leipzig, Wilhelm Braumüller, 1918; Band 2, München, C. H. Beck, 1922

411

Atomstruktur und Kernumwandlung

(a) Ernest Rutherford (1871-1937). Collision of α Particles with Light Atoms. In: The Philosophical magazine. London, 1919

(b) Niels Bohr (1885-1962). On the Constitution of Atoms and Molecules. In: The Philosophical Magazine. London, 1913

412

Isotope

Francis William Aston (1877-1945)

Isotopes.

London, Arnold, 1922

413

Die neue Architektur

Le Corbusier [Charles Edouard Jeanneret] (1887-1965)

Vers une Architecture

Paris, G. Crès, [1923]

414

Atonale Musik

Arnold Schönberg (1874-1951)

Eine neue Zwölfton-Schrift. In: Musikblätter des Anbruch

Wien, 1925

415

Das Dritte Reich

Adolf Hitler (1889-1945)

Mein Kampf

2 Bände. München, Franz Eher, 1925-27

416

Die Weltformel der Physik

Albert Einstein (1879-1955)

Einheitliche Feldtheorie von Gravitation und Elektrizität. In: Sitzungsberichte der Preußischen Akademie der Wissenschaften. Berlin, 1925 (und vier weitere Berichte)

417

Der Welle-Teilchen-Dualismus

(a) Louis-Victor, duc du Broglié (1892-1987). Ondes et Mouvements (Dissertation 1924). Paris, 1926

(b) Werner Heisenberg (1901-1976). Über quantentheoretische Umdeutung kinematischer und mechanischer Beziehungen. In: Zeitschrift für Physik, 33, 1925

(c) Max Born (1882-1970) und Pascual Jordan (1902-1980). Zur Quantenmechanik. Eneda 34, 1925

(d) Erwin Schrödinger (1887-1961). Quantisierung als Eigenwertproblem. In: Annalen der Physik, 79, 1926

418

‚English as she is spoke‘

Henry Watson Fowler (1858-1933)

A Dictionary of Modern English Usage

Oxford, Clarendon Press, 1926

419

Der Verrat der Intelligenz

Julien Benda (1867-1956)

La trahison des clercs.

Paris, Grasset, 1927

420

Penicillin

(a) Alexander Fleming (1881-1955). On the Antibacterial Action of Cultures of a Penicillium. In: The British Journal of Experimental Pathology. London, 1929

(b) Ernst Boris Chain (1906-1979), Howard Walter Florey (1908-1968) und andere. Penicillin as a Chemotherapeutic Agent. In: The Lancet. London 1940.

421

Toynbees Deutung der Weltgeschichte

Arnold Toynbee (1889-1975)

A Study of History

10 Bände. Oxford University Press, 1934-54

422

Die Uranspaltung

(a) Enrico Fermi (1901-1954) und andere. Method for increasing the Efficiency of Nuclear reactions and Products (Patentschrift, London) – Process for the Production of Radioactive Substances (Patentschrift, Washington), 1935

(b) Otto Hahn (1879-1968) und Fritz Strassmann (1902-1980). Über den Nachweis und das Verhalten der bei der Bestrahlung mittels Neutronen entstehenden Erdkalimetalle. In: Die Naturwissenschaften, 1939

(c) Lise Meitner (1878-1968) und O. R. Frisch (1904-1979). Disintegration of uranium by Neutrons: a new type of nuclear Reaction. In: Nature. London, 1939

(d) O. R. Frisch. Physical Evidence for the Division of Heavy Nuclei under Neutron Bombardement. Ebenda, 1939

(e) H. von Halban, jun. (1908-1964), F. Joliot (1900-1958) und L. Kowarski (1907-1979), Liberating of Neutrons in the Nuclear Explosion of Uranium, Ebenda, 1939

423

Gesteuerte Volkswirtschaft

John Maynard Keynes (1883-1946)

The General Theory of Employment, Interest and Money.

London, Macmillan 1936

424

Epilog

Winston Leonard Spencer Churchill (1874-1965)

The Second World War and An Epilogue on the Years 1945 to 1957.

London, Cassell, 1959